# Вітенешть (комуна)
Вітенешть, Вітенешті (рум. Vitănești) — комуна у повіті Телеорман в Румунії. До складу комуни входять такі села (дані про населення за 2002 рік):
- Вітенешть (1268 осіб) — адміністративний центр комуни
- Пурань (806 осіб)
- Скіту-Поєнарі (502 особи)
- Сіліштя (719 осіб)

Комуна розташована на відстані 71 км на південний захід від Бухареста, 8 км на північний схід від Александрії, 132 км на схід від Крайови.

## Населення
За даними перепису населення 2002 року у комуні проживали 3295 осіб.
Національний склад населення комуни:
| Національність | Кількість осіб | Відсоток |
| -------------- | -------------- | -------- |
| румуни         | 3132           | 95,1%    |
| цигани         | 162            | 4,9%     |
| німці          | 1              | < 0,1%   |

Рідною мовою назвали:
| Мова      | Кількість осіб | Відсоток |
| --------- | -------------- | -------- |
| румунська | 3266           | 99,1%    |
| циганська | 28             | 0,8%     |
| німецька  | 1              | < 0,1%   |

Склад населення комуни за віросповіданням:
| Релігія        | Кількість осіб | Відсоток |
| -------------- | -------------- | -------- |
| православні    | 2984           | 90,6%    |
| бретрени       | 297            | 9,0%     |
| адвентисти     | 9              | 0,3%     |
| греко-католики | 1              | < 0,1%   |